# 岡山県道700号岡山総社自転車道線

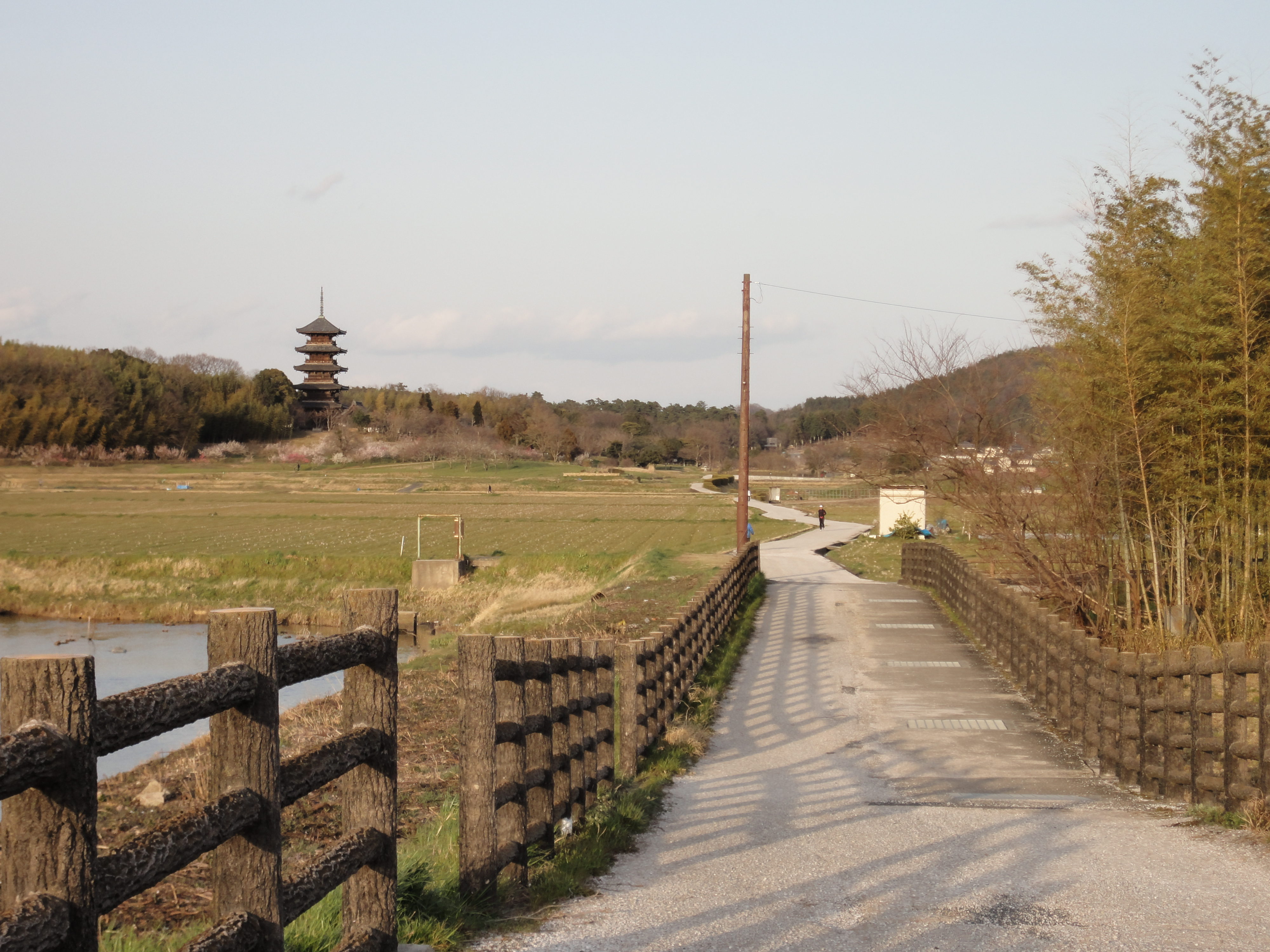
備中国分寺と吉備路自転車道

岡山県道700号岡山総社自転車道線（おかやまけんどう700ごう おかやまそうじゃじてんしゃどうせん）は岡山県岡山市北区から総社市を結ぶ自転車・歩行者専用の一般県道である。通称吉備路自転車道。日本の道100選の一つ。

## 概要
岡山県岡山市北区の岡山県総合グラウンドを起点として同県総社市の国道180号市役所入口交差点に至るルート設定をとる県道。吉備路自転車道は通称で、岡山市、倉敷市、総社市を結ぶ延長約22kmの自転車道である。特に岡山市の一宮地域から総社市のスポーツセンターまでは、ほぼ旧山陽道に並走するルートをとっている。本県道が設定されている沿線は吉備路と呼ばれる、かつての古代吉備国における中心エリアとされており、歴史ある寺社や古墳が点在している。本県道はそれらの史跡を巡るための観光路線としての側面を有しており、岡山県南における重要な観光地である吉備路の自然と史跡を巡るサイクリングロードとしての価値が評価され、1986年（昭和61年）8月10日の道の日に、旧建設省と「道の日」実行委員会により制定された、「日本の道100選」にも選ばれている。
路線上には路線番号案内標識が設置されていないが、その代替として「吉備路」の文字と自転車のマークが描かれた方向指示標識がルート上の各所に設置されている。
なお桃太郎線（吉備線）の備前一宮駅・備中高松駅・総社駅では周辺観光と本路の通行を主目的とした地元自転車店によるレンタサイクルが運営されている。この3駅に設置されているレンタサイクル店舗間では、各店相互間における自転車の貸与および返却が可能となっている。

### 路線データ
- 起点：岡山県岡山市北区伊島町2丁目（国道53号交点）津島交差点
- 終点：岡山県総社市中央2丁目（国道180号交点）市役所入口交差点
- 総延長：22.3km[3]

### 休憩所
- 津寺休憩所 - 起終各地点より約10kmの地点に設置された休憩所。岡山県道270号清音真金線重複区間となる新黒住橋の西側交点にあり、四阿が設置されている。

## 路線状況

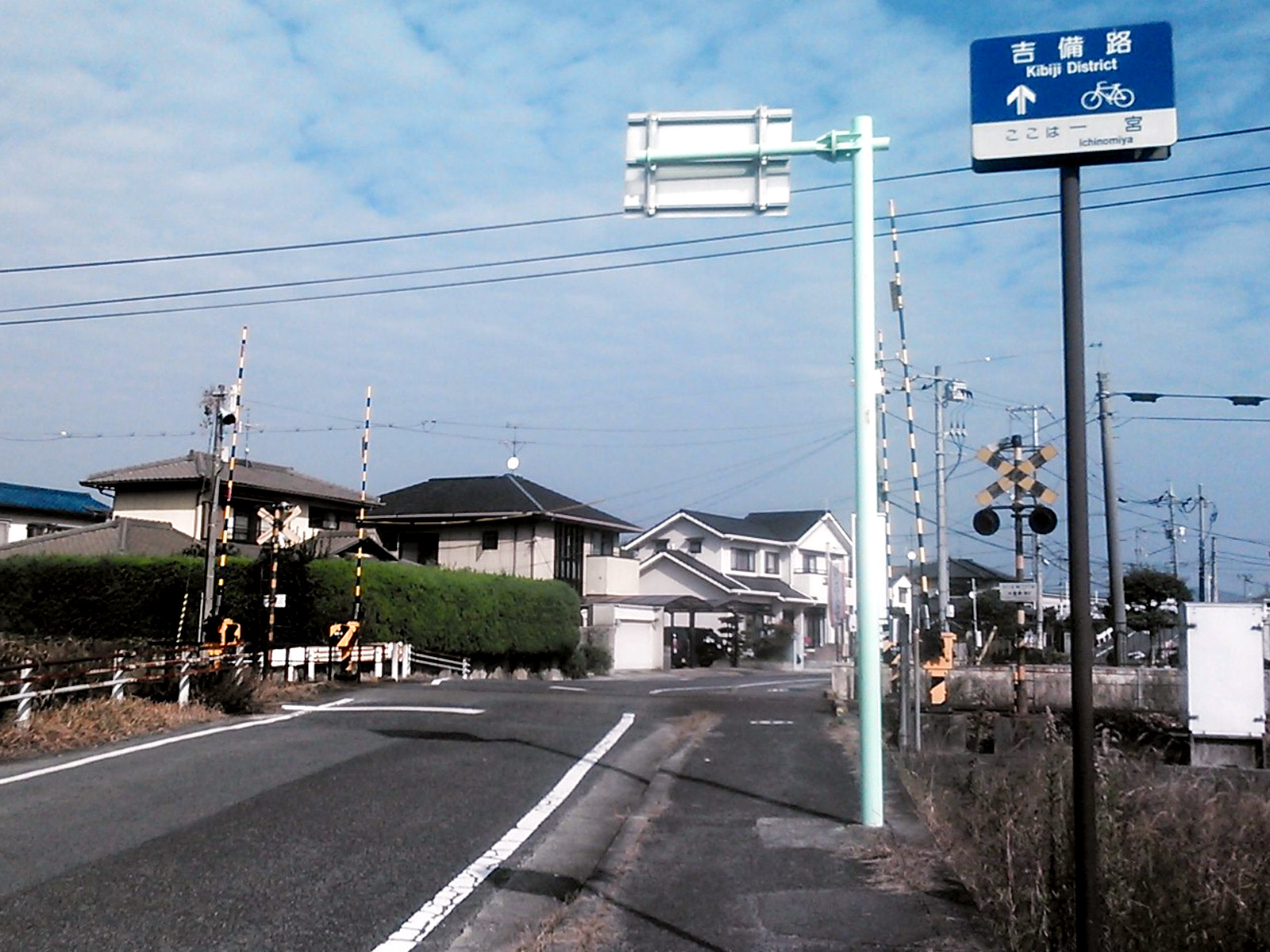
岡山市北区一宮の本線と吉備線中屋敷踏切。
車道部分は岡山市道303000050号一宮5号線で路肩および路側帯のみが本県道となっている

本線単独の区間においては基本的に自転車歩行者専用道路とされているが、各重複国県道（下記）および自動車通行可能な市道との重複区間においては自転車歩行者用の路肩や路側帯が本県道に指定されており、自動車道との併用道であることも多い。こうした重複区間の中には路側帯表示のみという通常の県道と同様の道路設備になっている場所もあるので、そうした場所では当然、通行に注意する必要がある。また総社市スポーツセンター以降は総社市内の住宅地から市街の中央部に入るため、上記した方向指示標識が設置されておらずルートが定まらずに迷う事も多い。起点となる岡山市北区の津島交差点付近には岡山県総合グラウンド脇の歩道（岡山県グラウンド表札板）の頭上に起点からの方向指示標識が存在するが、一方で終点となる総社市の市役所入口交差点付近にはこれを起終点とする方向指示標識は設置されていない。

### 重複区間

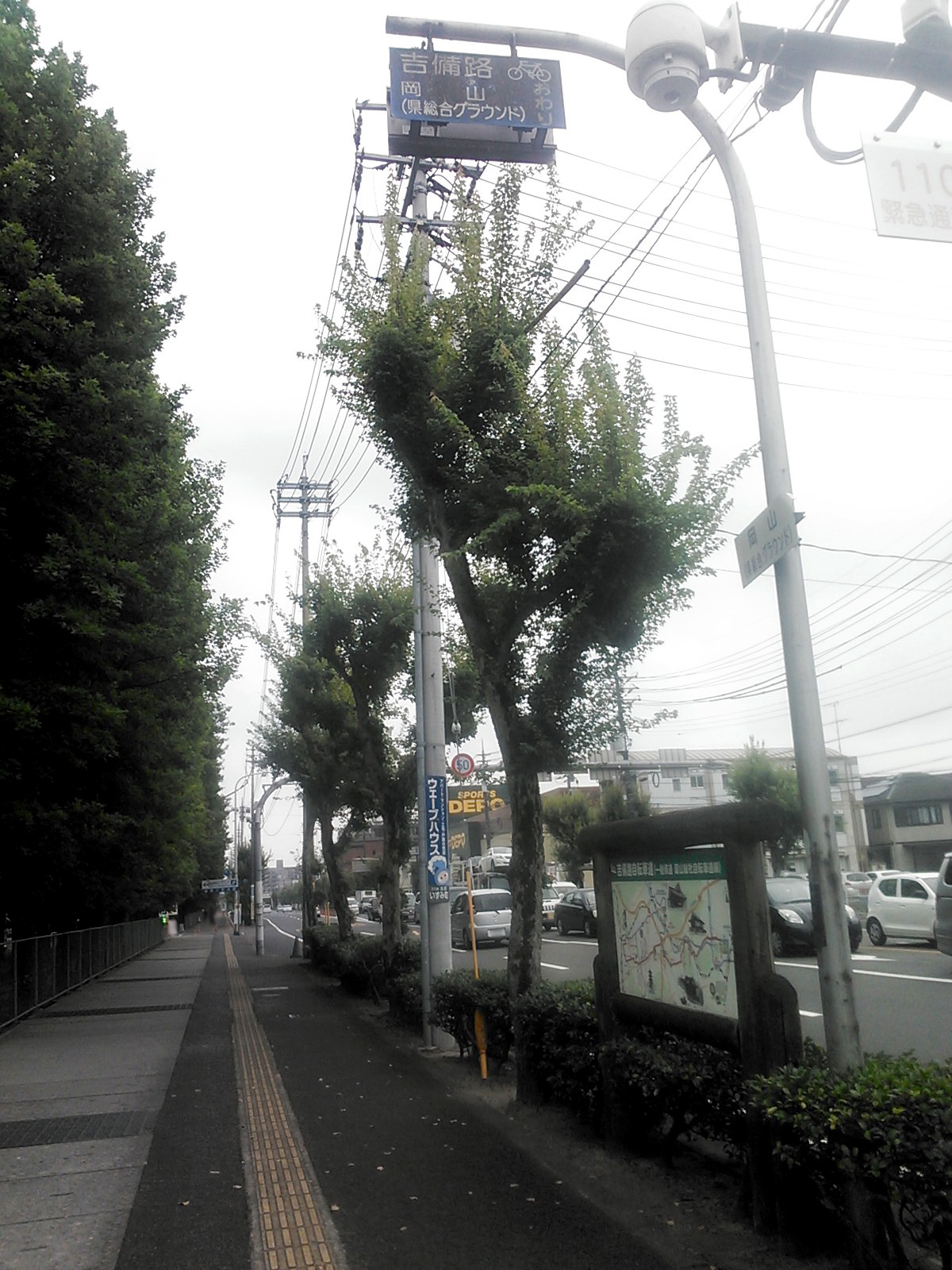
津島交差点（起点）にある総社側からの終了標識

- 国道53号（岡山市北区伊島町2丁目 - 岡山市北区伊島北町）
- 岡山県道245号真金吉備線（岡山市北区吉備津）
- 岡山県道389号吉備津松島線（岡山市北区吉備津）
- 岡山県道270号清音真金線（岡山市北区加茂 - 岡山市北区津寺）

## 地理

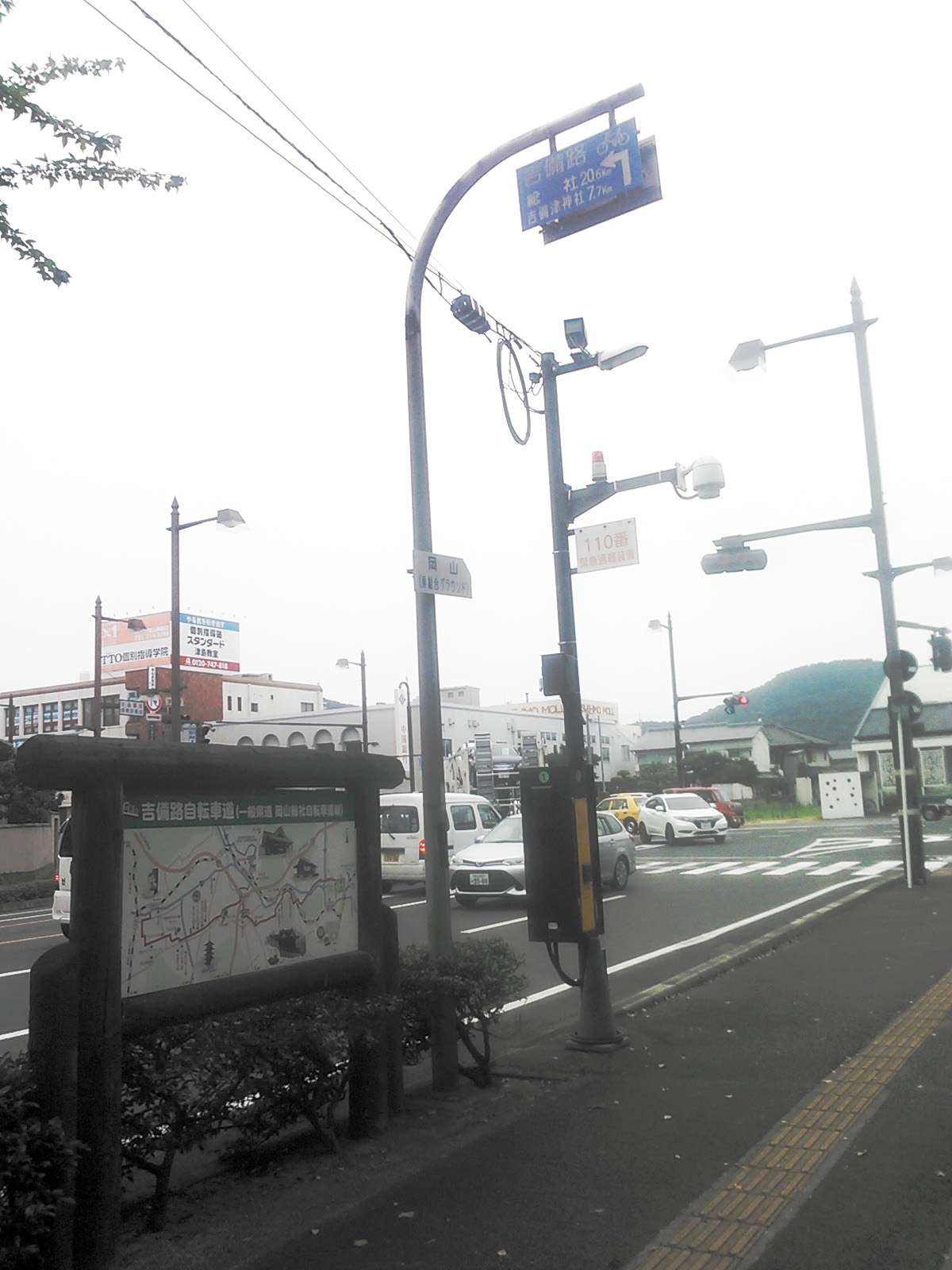
津島交差点（起点）
歩道と横断歩道が本道指定部分

本県道は、岡山市、倉敷市、総社市にまたがる自転車道である。吉備文化発祥の地「吉備路風土記の丘」を通る沿線には、寺社建築物、古墳群、城跡などが多数保存されている。岡山市街地を抜けると、大和朝廷から派遣された四道将軍の一人である吉備津彦命が祀られた吉備津彦神社がある。ここから西に1kmほどの所に、比翼入母屋造り（吉備津造り）の本殿と拝殿が国宝に指定されている吉備津神社がある。さらにその先には、日本で4番目の大きさを誇る造山古墳やこうもり塚古墳などの古墳群がある。また、その中心に岡山県唯一の五重塔を持つ備中国分寺が建つ。

### 通過する自治体
- 岡山県
  - 岡山市（北区） - 倉敷市 - 岡山市（北区） - 総社市

### 接続道路
| 交差する道路                                                                | 市町村名 | 市町村名 | 交差する場所  | 交差する場所            |
| --------------------------------------------------------------------------- | -------- | -------- | ------------- | ----------------------- |
| 国道53号 重複区間起点 岡山市道101000106号いずみ町青江線                     | 岡山市   | 北区     | 伊島町2丁目   | 津島交差点 / 起点       |
| 国道53号 重複区間終点 岡山市道301000197号伊島町二丁目吉宗線                 | 岡山市   | 北区     | 伊島町2丁目   | 伊島北町交差点          |
| 国道53号 / 岡山北バイパス 重複区間起点                                      | 岡山市   | 北区     | 伊島町2丁目   |                         |
| 国道53号 / 岡山北バイパス 重複区間終点                                      | 岡山市   | 北区     | 伊島北町      | 岡山中央病院前交差点    |
| 国道53号 / 岡山北バイパス                                                   | 岡山市   | 北区     | 津島京町1丁目 | 津島京町交差点          |
| 国道180号                                                                   | 岡山市   | 北区     | 楢津          | 矢坂大橋交差点          |
| 国道180号 / 岡山西バイパス                                                  | 岡山市   | 北区     | 楢津          | [ 5 ]                   |
| 岡山県道61号妹尾御津線                                                      | 岡山市   | 北区     | 一宮          |                         |
| 岡山県道389号吉備津松島線                                                   | 岡山市   | 北区     | 吉備津        |                         |
| 岡山県道389号吉備津松島線                                                   | 岡山市   | 北区     | 吉備津        |                         |
| 岡山県道245号真金吉備線 重複区間起点 岡山県道389号吉備津松島線 重複区間起点 | 岡山市   | 北区     | 吉備津        |                         |
| 岡山県道245号真金吉備線 重複区間終点 岡山県道389号吉備津松島線 重複区間終点 | 岡山市   | 北区     | 吉備津        |                         |
| 岡山県道73号箕島高松線                                                      | 倉敷市   | 倉敷市   | 矢部          |                         |
| 岡山県道73号箕島高松線 岡山県道270号清音真金線 重複区間起点                 | 岡山市   | 北区     | 加茂          |                         |
| 岡山県道270号清音真金線 重複区間終点                                        | 岡山市   | 北区     | 津寺          |                         |
| 岡山県道701号岡山賀陽自転車道線                                             | 岡山市   | 北区     | 新庄下        |                         |
| 国道429号 / 倉敷総社バイパス                                                | 総社市   | 総社市   | 三須          |                         |
| 岡山県道272号水別総社線                                                     | 総社市   | 総社市   | 真壁          |                         |
| 国道180号                                                                   | 総社市   | 総社市   | 中央2丁目     | 市役所入口交差点 / 終点 |

### 沿線
- 岡山県総合グラウンド
  - シティライトスタジアム（桃太郎スタジアム）
  - 岡山県野球場
- 吉備津彦神社（備前国一の宮）
- 吉備津神社（備中国一の宮）
- 楯築遺跡
- 造山古墳
- 備中国分尼寺跡
- こうもり塚古墳
- 備中国分寺跡
- 吉備路風土記の丘
- 作山古墳
- 総社市スポーツセンター